# Soering訴英國案
Soering訴英國案是歐洲人權法院（ECtHR）1989年的一項具有里程碑意義的判決，該法院判決認定：將一名年輕的德國國民Jens Söring引渡到美國以面對謀殺罪的指控，違反了歐洲人權公約第3條保障反對不人道和有辱人格待遇的權利。本判決除了建立先例之外，還導致美國承諾對嫌犯Söring不尋求死刑，並最終將他引渡到美國。

## 註解
1. ↑  他的姓氏德文是Söring，英文轉寫為Soering